# فرخ سعیدی
فرخ سعیدی (تولد ۱۳۰۸ تهران) پزشک و عضو پیوسته فرهنگستان علوم پزشکی ایران و است. وی پزشک جراح بوده و زمینه اصلی فعالیتش کیست هیداتید و سرطان مری است.

## تحصیلات
- پیش دانشگاهی را در دانشگاه کورنل آمریکا
- پزشکی در دانشگاه هاروارد آمریکا
- تخصص جراحی عمومی و سینه از بیمارستان ماساچوست – بوستون آمریکا سال ۱۳۳۹
- دوره یکساله تخصص جراحی سینه و قلب در شهر بریستول انگلیس سال ۱۳۴۰
- دوره تخصص جراحی اطفال به ماساچوست آمریکا سال ۱۳۵۰

## مناصب
- سالهای ۱۳۴۲–۱۳۴۱ دانشیار دانشگاه پهلوی شیراز
- سالهای ۱۳۴۸–۱۳۴۷ ریاست دانشگاه پهلوی شیراز
- کسب درجه استادی دانشگاه پهلوی شیراز و ریاست بخش جراحی بیمارستان نمازی
- ریاست بخش جراحی بیمارستان شهر ری (کنونی) سالهای ۱۳۵۲–۱۳۵۱
- ریاست بخش جراحی بیمارستان بانک ملی سالهای ۱۳۵۳–۱۳۵۲
- معاون آموزش پزشکی وزارت علوم و آموزش عالی و دبیر شورای آموزش پزشکی و تخصص پزشکی سالهای ۱۳۵۶–۱۳۵۳ دوره وزارت عبدالحسین سمیعی
- مسئول بازآموزی پزشکان جمعیت شیر و خورشید سرخ بود.
- ریاست بخش جراحی بیمارستان هفتم تیر سالهای ۱۳۶۴–۱۳۵۲
- تا سال ۷۹ ریاست بخش جراحی عمومی و جراحی سینه بیمارستان شهید مدرس
- در سال ۱۳۶۹ به عضویت پیوسته فرهنگستان علوم پزشکی درآمد در همین سال جامعه جراحان ایران را تأسیس کرد.

## سیاست
- دکتر سعیدی در دهمین انتخابات ریاست جمهوری ایران (۱۳۸۸) در همایش حمایت نخبگان از احمدی‌نژاد شرکت و سخنرانی کرد.[۳][۴]
- در مرداد ۱۳۸۹ دکتر سعیدی به عنوان «جانشین رئیس جمهور در شورای عالی ایرانیان مقیم خارج کشور» در «همایش ایرانیان خارج از کشور» سخنرانی کرد. در این همایش از او به عنوان «استاد دانشگاه هاروارد» یاد شد.[۵]

## کتابها
- راه چهارم: راهنمای دانشمندان جوان ایرانی (۱۳۸۴)[۶] این کتاب که طی مراسمی در موزه امام علی رونمایی شد در برگیرنده علل عقب افتادگی ایران از قافله علم و راهکارهایی برای رسیدن به دانش جدید و ارائه راه حل علمی برای حل این معضل است.[۷]